# بلال دزيري
بلال دزيري، من مواليد 21 يناير 1972 في مدينة الجزائر في الجزائر، لاعب كرة قدم جزائري.
بدأ مسيرته الكروية مع نادي نصر حسين داي في عام 1990، ولعب معهم حتى عام 1995، وفي عام 1995 انتقل إلى نادي اتحاد الجزائر، ولعب معهم حتى عام 1998، وفي موسم 1998/1999 لعب مع نادي النجم الرياضي الساحلي التونسي، وفي عام 1999 عاد إلى نادي اتحاد الجزائر، وفي موسم 1999/2000 لعب مع نادي سيدان الفرنسي، ومنذ عام 2000 وهو يلعب مع نادي اتحاد الجزائر.
و قد لعب مع منتخب الجزائر لكرة القدم منذ عام 1992 وحتى عام 2005، وشارك معهم في 93 مباراة وسجل 9 أهداف.

## روابط خارجية
- بلال دزيري على موقع رابطة كرة القدم الفرنسية للمحترفين (الإنجليزية)
- بلال دزيري على موقع قاعدة بيانات كرة القدم.إي يو (الإنجليزية)
- بلال دزيري على موقع ناشيونال فوتبول تيمز (الإنجليزية)
- بلال دزيري على موقع كووورة